# Hochstein Ridge
Hochstein Ridge är en bergstopp i Antarktis. Den ligger i Östantarktis. Australien gör anspråk på området. Toppen på Hochstein Ridge är 2 324 meter över havet, eller 583 meter över den omgivande terrängen. Bredden vid basen är 4,0 km.
Terrängen runt Hochstein Ridge är varierad.  Trakten är obefolkad. Det finns inga samhällen i närheten.